# Le Vase de Llorente

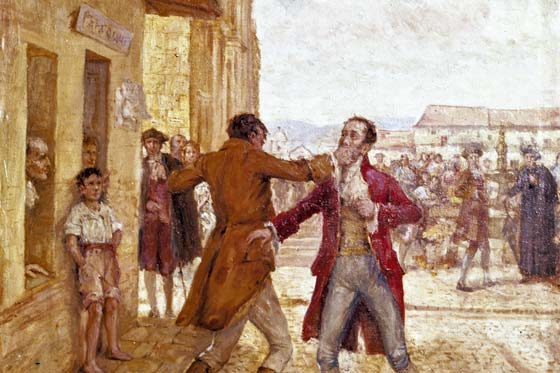
Affrontement de Santamaria et Llorente au coin nord-est de la Plaza de Bolívar.

Le Vase de Llorente (espagnol : El Florero de Llorente) est le nom donné à l'un des épisodes de l'indépendance de la Colombie. Cet événement, également connu comme Le Cri (espagnol : El Grito) ou La rixe (espagnol : La reyerta) du 20 juillet, se déroule le 20 juillet 1810 à Santa Fe de Bogota, alors capitale de la vice-royauté de Nouvelle-Grenade. Le nom de l'incident vient du refus du commerçant espagnol José González Llorente de prêter un vase ; il est à l'origine du processus d'indépendance de la Nouvelle-Grenade (actuelle Colombie).

## LaReyerta

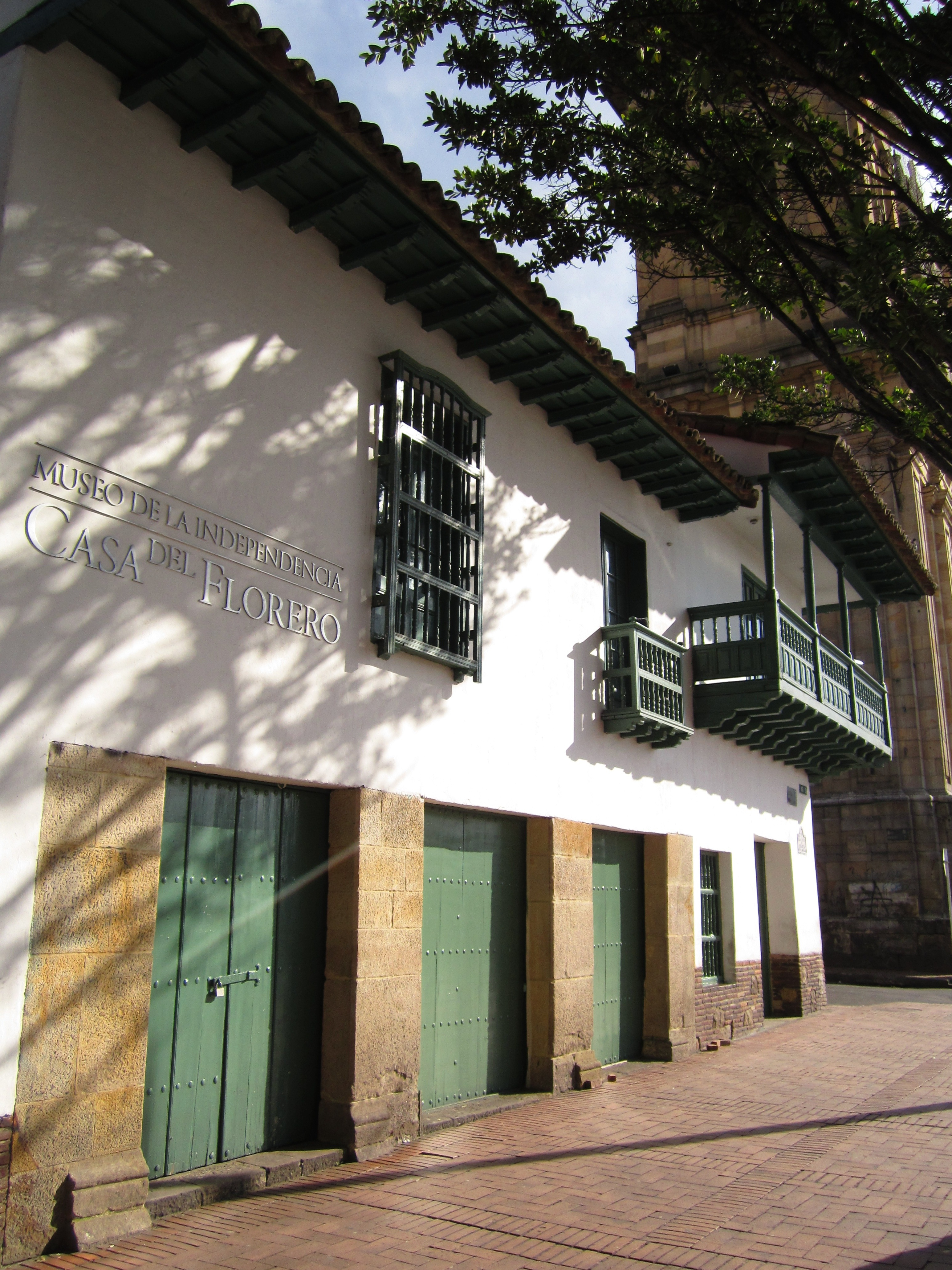
La casa del Florero, où se sont déroulés les événements du 20 juillet 1810 et qui abrite aujourd'hui le musée de l'indépendance.

Le matin du 20 juillet, Joaquín Camacho se rend à la résidence du vice-roi de Nouvelle-Grenade Antonio José Amar y Borbón, pour demander à celui-ci l'instauration d'un conseil d'administration (junte) à Santa Fe de Bogota, mais le vice-roi refuse.
Un criollo, Pantaleon Santamaria, se rend chez le négociant peninsulare José González Llorente (es) pour emprunter un vase en prévision de la visite du commissaire royal Antonio Villavicencio, également criollo ; Llorente refuse le prêt de manière hautaine. Le vase est alors brisé, ce qui provoque la colère de Llorente à l'encontre des criollos, et par réaction, incite ceux-ci à se révolter contre les peninsulares, qui contrôlent l'administration coloniale.
Le maire de Santa Fe, José Miguel Pey, tente de calmer ceux qui s'en prennent à Llorente tandis que José María Carbonell encourage le peuple à se joindre à la protestation.
En fin de soirée, les choses se calment et il est procédé à la nomination des membres d'une junte à l'invitation de José Acevedo y Gómez (ce que l'histoire appellera par la suite le Tribunal du Peuple - espagnol : El tribuno del Pueblo), mais la désignation du vice-roi comme président de cette junte provoque la colère du peuple. 
Finalement, le commandant espagnol Juan Samano tente d'écraser la manifestation populaire ; toute personne s'opposant au conseil nouvellement constitué est déclarée coupable de crime de lèse-majesté. Par la suite, une réunion du conseil municipal est convoquée dans le but d'arrêter les juges et le vice-roi, ce qui est fait le 21 juillet. Le 26 juillet, la Junte du Conseil de Régence (espagnol : Junta del Consejo de Regencia) se déclare libre.

## Première République et début de laPatria Boba
L'indépendance de Carthagène des Indes, le 11 novembre 1811, révèle l'absence d'une forme claire du gouvernement sur le territoire de Nouvelle-Grenade, et les choses dégénèrent rapidement en une guerre civile entre les centralistes de l'État libre de Cundinamarca et les fédéralistes des Provinces-Unies de Nouvelle-Grenade. Cette période est connue sous le nom de Patria Boba, ou comme les historiens l'ont récemment dénommée, la première République. Le conflit ne laisse pas seulement le pays divisé en deux groupes d'intérêts divergents, mais le laisse également impuissant face à une menace extérieure, qui se révèlera fatale pour cette première République lors de la reconquête espagnole de 1816.